# One More Chance (песня Мадонны)
«One More Chance» — баллада американской певицы Мадонны из альбома Something to Remember. Это второй сингл с альбома, он был выпущен 7 марта 1996 года. Сингл не был выпущен в США.

## О песне
Мадонна выпустила этот сингл в марте 1996 года, после хита «You’ll See» и переиздания «Oh Father». В США после «You’ll See» был выпущен сразу последний сингл «Love Don’t Live Here Anymore (Ремикс)». Но в Великобритании, Японии и некоторых европейских странах «One More Chance» был выпущен как последний сингл.
Музыкальное видео на сингл не было выпущено, но на MTV показывали нарезку из предыдущих клипов певицы — «Rain», «You’ll See», «I Want You», «Take a Bow» и «La Isla Bonita».

## Список композиций
- CD-сингл

1. «One More Chance» (альбомная версия) — 4:25
2. «You’ll See» (испанская версия) — 4:20
3. «You’ll See» (версия на смешанном языке спанглише) — 4:20

- Кассета

1. «One More Chance» (альбомная версия) — 4:25
2. «You’ll See» (испанская версия) — 4:20

## Участники записи
- Мадонна — автор песни, продюсер , аранжировщик , вокал
- Дэвид Фостер — автор песни, продюсер, аранжировщик, клавишные
- Саймон Франглен — программирование
- Сьюзи Катаяма — виолончель
- Дин Паркс — акустическая гитара
- Дэвид Reitzas — звукорежиссёр, сведение
- Ронни Ривера — ассистент

## Позиции в хит-парадах
| Хит-парад (1996)         | Наивысшая позиция |
| ------------------------ | ----------------- |
| Australian Singles Chart | 35                |
| Italian Singles Chart    | 2                 |
| Finnish Singles Chart    | 12                |
| Sweden Singles Chart     | 39                |
| UK Singles Chart         | 11                |